# 風雪 (テレビドラマ)
風雪（ふうせつ）は、1964年4月9日から1965年9月30日までNHK総合で放送されたオムニバスのテレビドラマである。放送時間は毎週木曜21:40 - 22:30（JST）。
明治維新から大正15年までの日本の様子を1話完結で描いているが、もとは太平洋戦争敗戦までを全100話で描く予定だったという。しかし、映像描写をめぐり脚本の改変や抗議による再放送中止が続々発表されたため、第76話の「ラジオ放送開始」で打ち切られた。
テーマ音楽は林光が作曲した。

## 放送リスト
| 話数 | サブタイトル                  | 放映年月日     | 演出       | 原作         | 出演者 |
| ---- | ----------------------------- | -------------- | ---------- | ------------ | --- |
| 1    | あけぼの                      | 1964年4月9日   | 広江均     | 林房雄       | 島津斉彬：花柳喜章 阿部正弘：金田龍之介 徳川慶勝：奥野匡 松平容保：田村正和 筒井政憲：城所英夫 高野長英：森塚敏 西郷吉之助：原田甲子郎 竪山武兵衛：小沢重雄 大久保一蔵：椎名勝巳 吉井幸輔：入江洋祐 |
| 2    | 最後の将軍                    | 1964年4月16日  | 勝山二     | 山岡荘八     | 徳川慶喜：東千代之介 側室萩野：長谷川季子 岩倉具視：市川小太夫 後藤象二郎：井上昭文 三條実美：川合伸旺 坂本龍馬：緒形拳 山内容堂：小山源喜 大久保一蔵：高城淳一                                     |
| 3    | 開化聖代                      | 1964年4月22日  | 和田勉     | 榎本滋民     | 白坂賢二郎：土屋嘉男 垣内駒之進：川辺久造 居酒屋の親父：田島義文 武家の奥方：岸輝子 武家：村上冬樹 中山大納言：渥美國泰 西洋床の親方：矢野宣                                                        |
| 4    | 大樹のしげり                  | 1964年4月30日  | 広江均     | 久板栄二郎   | 伊達邦直：林成年 吾妻謙：田崎潤 吾妻志計乃：東恵美子 永根重治：坂東好太郎 畠山外記：宇佐美淳 平田伝七：小杉義男 堀基：外山高士 語り：金内吉男                                                       |
| 5    | 大久保利通と車夫              | 1964年5月7日   | 勝山二     | 竹内勇太郎   | 大久保利通：市川小太夫 和吉：岩井半四郎 菊枝：扇千景 車宿の女将：市川翠扇 伊場六造：北原義郎 勝安房：高橋正夫 語り：巌金四郎                                                                        |
| 6    | 郵便往来                      | 1964年5月14日  | 和田勉     | 盛善吉       | 郵便局局長：横森久 坊主信明：江守徹 穴あけ屋六助：高橋征郎 行李屋晋三：石田守衛 能楽師忠正：内田朝雄 富士五九郎：中井啓輔 袋はりかよ：赤沢亜沙子 五平：鶴丸睦彦 太政官：並木一路                    |
| 7    | 開化新商法                    | 1964年5月21日  | 広江均     | 城山三郎     | 大倉喜八郎：井上孝雄 大久保利通：武内亨 野崎源伍大佐：舟橋元 戸山：小松方正 木戸孝允：小林昭二 高林：美川陽一郎                                                                                     |
| 8    | この者ども逆臣に候            | 1964年5月28日  | 加納守     | 小幡欣治     | 大楽源太郎：井上昭文 佐伯：山本学 |
| 9    | 陸蒸気異聞                    | 1964年6月4日   | 勝山二     | 三浦大介     | 井上勝：平幹二朗 豊作：山本圭 新海：青野平義 |
| 10   | 日日新たなり                  | 1964年6月11日  | 岡部重孝   | 石山透       | 高田嘉吉：伊藤雄之助 相棒倉吉：多々良純 河内屋茂助：花沢徳衛 井上馨：仲谷昇 大隈重信：内田稔 由利公正：笠間雪雄 内田五観：小山源喜 内田夫人：本間文子 局長：有馬昌彦                                |
| 11   | 紳士の御旗                    | 1964年6月18日  | 和田勉     | 盛善吉       | 森有礼：戸浦六宏 新聞記者：袋正 社長：浜田寅彦 政治家：横森久 女：中村たつ 写真屋：小林昭二 裁判官：武内亨 漢学者：村上冬樹                                                                         |
| 12   | その前夜                      | 1964年6月25日  | 関川良夫   | 明田銀男     | 杉田定一：高橋昌也 成島柳北：徳大寺伸 福地桜痴：谷口完 |
| 13   | 富の足音                      | 1964年7月2日   | 勝山二     | 生田直親     | 敬之進：佐々木孝丸 妻はる：三戸部スエ 娘りえ：稲垣美穂子 渋沢栄一：増田順司 神田：浮田左武郎 |
| 14   | 銀座古事記                    | 1964年7月9日   | 和田勉     | 盛善吉       | 刀剣屋藤十：加藤嘉 妻おかる：中村雅子 洋品店主：森塚敏 |
| 15   | 海運豪商録                    | 1964年7月16日  | 広江均     | 中沢昭二     | 岩崎弥太郎：山形勲 川田小一郎：田武謙三 大久保利通：小杉義男 沼間守一：織本順吉 石川七財：玉川伊佐男 川村久直：成瀬昌彦 大隈重信：小林昭二 福地源一郎：川辺久造                                     |
| 16   | 城                            | 1964年7月23日  | 坂本幸雄   | 駒敏郎       | 谷干城：佐分利信 樺山資紀：永田光男 |
| 17   | 百分の三                      | 1964年7月30日  | 伊神幹     | 城山三郎     | 青木孝夫：西川右近 |
| 18   | 博愛社起源                    | 1964年8月6日   | 広江均     | 中沢昭二     | 佐野常民：島田正吾 大給恒：清水将夫 佐々木東洋：垂水悟郎 |
| 19   | 明治の相場師                  | 1964年8月13日  | 勝山二     | 竹内勇太郎   | 大原松吉：中村富十郎 浦田兵馬：市川小太夫 浦田琴路：青山京子 浦田つぎ：市川春代 義平：柳谷寛 道具屋：若宮忠三郎                                                                                     |
| 20   | かなよみ奇聞                  | 1964年8月20日  | 浦野進     | 榎本滋民     | 仮名垣魯文：守田勘弥 土橋藤二郎：山本学 熊太郎：田村正和 |
| 21   | 西郷札                        | 1964年8月27日  | 山田勝美   | 松本清張     | 樋村雄吾：片山明彦 |
| 22   | 万機公論                      | 1964年9月3日   | 和田勉     | 盛善吉       | 署長：永田靖 老婆：岸輝子 芸者松：市原悦子 田川巡査：井川比佐志 おかみ：中村たつ 堀巡査：内田朝雄 小川：米倉斉加年                                                                                  |
| 23   | 当世書生気質                  | 1964年9月10日  | 千代田昌弘 | 坪内逍遥     | 坪内逍遥：小沢昭一 須河：露口茂 桐山：小山田宗徳 倉瀬：小林昭二 |
| 24   | 歌舞伎開化                    | 1964年9月17日  | 勝山二     | 三浦大介     | 守田勘弥：花柳喜章 女将きよ：市川翠扇 お貞：浦里はる美 松本順：久米明 勘弥妻お柳：東恵美子 西神：松本染升 千田徳五郎：磯野秋雄                                                                      |
| 25   | 開化仇討異聞                  | 1964年9月24日  | 加納守     | 松本守正     | 鵜沼：菅井一郎 臼井六郎：石立鉄男 一瀬直久：溝田繁 杉田：今福正雄 |
| 26   | 民権の旗                      | 1964年10月1日  | 岡部重孝   | 佐々木武観   | 板垣退助：田崎潤 内藤：武内亨 |
| 27   | 鹿鳴館前後                    | 1964年10月8日  | 勝山二     | 榎本滋民     | 桂木浜之進：河野秋武 月江：東恵美子 猿平：柳谷寛 岩永夫人：市川翠扇 りつ：二木てるみ 猿平女房かの：中村たつ                                                                                         |
| 28   | 異邦新天地                    | 1964年10月15日 | 加納守     | 杉本守       | 久野儀兵衛：寺下定信 |
| 29   | 女医記                        | 1964年10月29日 | 浦野進     | 岩間芳樹     | 荻野吟子：小山明子 長与専斎局長：小山源喜 井上頼圀：春日俊二 石黒軍医監：尾上菊蔵 渡辺教授：増田順司 吟子の姉友子：南美江 荒川夫人：市川春代                                                        |
| 30   | 明治22年2月11日               | 1964年11月5日  | 岡部重孝   | 盛善吉       | 伊藤博文：花柳喜章 板垣退助：武内亨 木戸孝允：冨田浩太郎 大久保利通：城所英夫 岩倉具視：江見俊太郎 西郷隆盛：織本順吉                                                                               |
| 31   | 天保銭野郎                    | 1964年11月12日 | 安井恭二   | 川越九越     | 豊田佐吉：川合伸旺 |
| 32   | 万民・億民・兆民              | 1964年11月19日 | 和田勉     | 盛善吉       | 中江兆民：伊藤雄之助 兆民の母：堀越節子 兆民の師：長浜藤夫 幸徳伝次郎：江守徹 島田：嵯峨善兵 巡査：並木一路                                                                                         |
| 33   | 新演劇誕生                    | 1964年11月26日 | 棚橋昭夫   | 郷田直       | 中村鴈治郎：夏目俊二 中村宗十郎：片岡仁左衛門 |
| 34   | 教育勅語                      | 1964年12月3日  | 秋山成次   | 盛善吉       | 商人：川久保潔 囚人：米倉斉加年 |
| 35   | 唱歌事始め                    | 1964年12月10日 | 岡部重孝   | 岡本克己     | 伊沢修二：山本耕一 森有礼：城所英夫 官吏：織本順吉 |
| 36   | 浪漫光芒                      | 1964年12月17日 | 浦野進     | 榎本滋民     | 北村透谷：山本学 透谷の妻ミナ：八千草薫 透谷の母ユキ：山岡久乃 星野天知：北村和夫 平田禿木：高橋幸治 岩本：塚本信夫 島崎藤村：江守徹 戸川秋骨：加藤恒憲                                             |
| 37   | 炎の女                        | 1964年12月24日 | 関川良夫   | 岸宏子       | 景山英：奈良岡朋子 大井憲太郎：森塚敏 小林樟雄：露口茂 英の母：毛利菊枝 |
| 38   | 大津事件                      | 1965年1月7日   | 辰巳嘉則   | 大垣肇       | 児島惟謙：片岡仁左衛門 重子：森光子 堤正巳：小山源喜 安居修蔵：下元勉 世良彦造：中村伸郎 山田顕義：市川八百蔵                                                                                       |
| 39   | 壮士芝居                      | 1965年1月14日  | 椿恭造     | 石山透       | 角藤定憲：北村和夫 吉川：柳永二郎 吉川の妻：宝生あや子 |
| 40   | 次郎長臨終                    | 1965年1月21日  | 辰巳嘉則   | 西島大       | 清水次郎長：市川中車 おてふ：萬代峰子 広瀬武夫：光枝明彦 小笠原長生：遠藤剛 |
| 41   | 孤児と風琴                    | 1965年1月28日  | 関谷雅行   | 小幡欣治     | 石井十次：玉川伊佐男 安部磯雄：臼井正明 |
| 42   | よろず重宝 吟香と涙香         | 1965年2月4日   | 和田勉     | 盛善吉       | 岸田吟香：進藤英太郎 黒岩涙香：中谷一郎 芸者：市川翠扇 中年の男：稲葉義男 |
| 43   | 道は六百八十里                | 1965年2月11日  | 岡部重孝   | 霜川遠志     | 陸奥宗光：加藤嘉 陸奥亮子：丹阿弥谷津子 伊藤博文：河津清三郎 伊東巳代治：森塚敏 中田外務大臣秘書：戸浦六宏 李翁法：成瀬昌彦 小山六之助：田村保 岡本：織本順吉 川上：伊沢一郎 大蔵大臣：増田順司     |
| 44   | 金色夜叉                      | 1965年2月18日  | 山田勝美   | 茂木草介     | 尾崎紅葉：川崎敬三 万里子：冨士真奈美 菊子：稲垣美穂子 泉鏡花：山本学 丸岡九華：林昭夫 石橋思案：宮部昭夫 院長：永田光男                                                                            |
| 45   | 落下の歌 宮崎滔天             | 1965年2月25日  | 小川淳一   | 毛利恒之     | 宮崎滔天：北村和夫 宮崎槌子：富田恵子 青年門司：江守徹 付人才蔵：今福正雄 政商背山：下川辰平 |
| 46   | 雪の行軍 八甲田山の悲劇       | 1965年3月4日   | 馬場純     | 久板栄二郎   | 神成文吉大尉：川合伸旺 後藤伍長：矢野宣 山口大隊長：菅原頑 |
| 47   | たばこ戦争                    | 1965年3月11日  | 浦野進     | 永井竜男     | 岩谷松平：進藤英太郎 村井吉兵衛：坂東三津五郎 岩谷の番頭熊谷：小林昭二 岩谷の支配人山本：長浜藤夫 園田警視総監：田島義文                                                                            |
| 48   | 落ち椿                        | 1965年3月18日  | 堺正顕     | 楠田芳子     | 与謝野晶子：鳳八千代 与謝野鉄幹：杉浦直樹 山川登美子：稲垣美穂子 |
| 49   | 三味線とバイオリン            | 1965年3月25日  | 伊神幹     | 川越九越     | 鈴木政吉：小林昭二 |
| 50   | 20世紀開幕                    | 1965年4月1日   | 和田勉     | 田村孟       | お関：稲野和子 録之助：菅野忠彦 中上川彦次郎：浜田寅彦 奥村五百子：南美江 星亨：並木一路 |
| 51   | 敵艦見ゆ 日露戦争             | 1965年4月8日   | 広江均     | 盛善吉       | 陸軍参謀：金田龍之介 海軍参謀：小松方正 海軍参謀：小山源喜 海軍参謀：有馬昌彦 桑山正一 柳谷寛 鶴丸睦彦 原ひさ子                                                                                     |
| 52   | 明治三十八年秋                | 1965年4月15日  | 加納守     | 岩間芳樹     | 綿貫一造：佐分利信 綿貫精一：石坂浩二 春日：冨田浩太郎 |
| 53   | 時代の勲章                    | 1965年4月22日  | 和田勉     | 鶉野昭彦     | 照葉：佐々木愛 おかみ：利根はる恵 中村：渡辺文雄 実父：清水一郎 富沢：戸浦六宏 |
| 54   | 活動大写真                    | 1965年4月29日  | 山田勝美   | 依田義賢     | 牧野省三：井上孝雄 横田永之助：西山辰夫 牧野やな：毛利菊枝 牧野虎之助：沢村宗之助 尾上松之助：片岡秀公 語り手：下元勉                                                                               |
| 55   | 明治の元勲 山県有朋と伊藤博文 | 1965年5月6日   | 浦野進     | 中沢昭二     | 山県有朋：花柳喜章 伊藤博文：金田龍之介 大山巌：夏川大二郎 谷干城：中川秀夫 川上操六：和沢昌治 三島通庸：池田忠夫 曾我祐準：山口正夫 堀内秘書官：外山高士                                           |
| 56   | 新しき日々 石川琢木           | 1965年5月13日  | 加納守     | 榎本滋民     | 石川啄木：高津住男 母・かつ：佐々木すみ江 金田一京助：下元勉 宮崎郁雨：高橋悦史 吉井勇：纓片達雄 木下杢太郎：岩下浩 北原白秋：花上晃                                                                |
| 57   | 裏町の忍者                    | 1965年5月20日  | 坂本幸雄   | 池田蘭子     | 玉田秀斎：永井智雄 阿鉄：中谷一郎 語り手：平幹二朗 |
| 58   | 明治最終列車                  | 1965年5月27日  | 和田勉     | 盛善吉       | 木下昌孝：武内亨 機関士田辺：小松方正 老婆：鈴木光枝 鉄道院総裁：嵯峨善兵 学生：江守徹 ニシン大尽：並木一路                                                                                         |
| 59   | 草莽の微臣ありき              | 1965年6月3日   | 浦野進     | 岩間芳樹     | 田中正造：河野秋武 大隈重信：佐分利信 幸徳秋水：土屋嘉男 女房：中村美代子 |
| 60   | 新しい女                      | 1965年6月10日  | 加納守     | 大町肇       | 平塚雷鳥：阪口美奈子 定二郎：佐分利信 つや：風見章子 生田長江：成瀬昌彦 伊藤野枝：堀井永子 物集和子：水梨民子 松井須磨子：関弘子                                                                    |
| 61   | 士魂商才                      | 1965年6月17日  | 坂本幸雄   | 明田鉄男     | 岩本栄之助：高田浩吉 岩本てる：千之赫子 |
| 62   | 夢二えがく                    | 1965年6月24日  | 浦野進     | 榎本滋民     | 竹久夢二：川崎敬三 岸多万喜：馬淵晴子 鉄之助：小林昭二 荒畑寒村：田口計 島村抱月：下元勉 |
| 63   | 女優須磨子                    | 1965年7月1日   | 和田勉     | 戸板康二     | 松井須磨子：原知佐子 島村抱月：下元勉 坪内逍遥：加藤嘉 大隈重信：佐分利信 東儀鉄笛：観世栄夫 沢田正二郎：寺田農                                                                                     |
| 64   | 漱石山房                      | 1965年7月8日   | 加納守     | ふじたあさや | 夏目漱石：森雅之 森田草平：佐藤慶 夏目鏡子：霧立のぼる 平塚つや：風見章子 鈴木三重吉：武内文平 小宮豊隆：金内吉男 津田青楓：三島耕 内田百閒：津島康一                                               |
| 65   | 鉄の神様 本多光太郎           | 1965年7月15日  | 浦野進     | たなべまもる | 本多光太郎：佐々木孝丸 北条時敬総長：三津田健 高木助手：川辺久造 |
| 66   | サラリーマン誕生              | 1965年7月22日  | 松井恒男   | 植草圭之助   | 新倉兼夫：早川保 辻村浩一：江原達怡 風見精三郎：江守徹 青山部長：信欣三 |
| 67   | 六甲山のふもとで              | 1965年7月29日  | 前田達郎   | 茂木草介     | 賀川豊彦：波多野憲 教祖風の男：梅野泰靖 ネコババ：初音礼子 |
| 68   | 平民宰相 原敬                 | 1965年8月5日   | 浦野進     | 中沢昭二     | 原敬：柳永二郎 野田卯太郎：田武謙三 大浦兼武：田崎潤 田中義一：原田甲子郎 大岡育造：浮田左武郎 山本達雄：青野平義 元田肇：奥野匡                                                                    |
| 69   | 浅草オペラ誕生                | 1965年8月12日  | 加納守     | 阿木翁助     | 杉本浩：江守徹 伊庭孝：岸田森 歌手：田谷力三 歌手：友竹正則 編集長：桑山正一 |
| 70   | 芥川龍之介 或阿呆の一生       | 1965年8月19日  | 小林安次   | 今峯三郎     | 芥川龍之介：山本学 芥川文子：吉行和子 片山博子：東恵美子 久米正雄：波多野憲 江口渙：林昭夫 宇野浩二：上田忠好 菊池寛：湯浅実                                                                        |
| 71   | 火の国の恋                    | 1965年8月26日  | 境正顕     | 岸宏子       | 柳原白蓮：稲垣美穂子 伊藤伝右衛門：進藤英太郎 宮崎龍介：児玉清 伊川：穂積隆信 |
| 72   | 大正十二年九月一日 関東大震災 | 1965年9月2日   | 浦野進     | 植草圭之助   | 山本権之助：宮口精二 山本房子：永井百合子 山本研一：川辺久造 山本浩二：椎名勝巳 山本雄三：稲垣良弘                                                                                                  |
| 73   | 枯れすすき 中山晋平           | 1965年9月9日   | 渡辺一男   | ふじたあさや | 中山晋平：渡辺文雄 野口雨情：久米明 島村抱月：下元勉 中山敏子：小川真由美 森垣二郎：戸浦六宏 校長：嵯峨善兵 沢田正二郎：寺田農                                                                      |
| 74   | ある青春の息の痕 倉田百三     | 1965年9月16日  | 坂本幸雄   | 鶉野昭彦     | 倉田百三：杉浦直樹 お絹さん：吉行和子 西田天香：野々村潔 |
| 75   | 遠いアメリカ                  | 1965年9月23日  | 伊神幹     | 寺島アキ子   | とめ：三戸部スエ 幾代：川口知子 |
| 76   | 放送第一声                    | 1965年9月30日  | 加納守     | 加納守       | 新名直和：木村功 後藤新平：田崎潤 煙山二郎：金子信雄 北村政次郎：田武謙三 石榑：土屋嘉男 井上正夫：川合伸旺 山田記者：梅津栄 議長：河村弘二 畠山通信局長：織本順吉 岩本多代：英百合子               |